# SN 1939A
SN 1939A – supernowa typu Ia odkryta 25 stycznia 1939 roku w galaktyce NGC 4636. Jej maksymalna jasność wynosiła 12,80m.